# Í Blóði og Anda
Í Blóði og Anda — дебютный студийный альбом исландской блэк-метал-группы Sólstafir, выпущенный в 2002 году на лейбле Ars Metalli. В песне «Í Víking» используется семпл из фильма «Полёт ворона».

## Отзывы критиков
Альбом получил положительные отзывы от музыкальных критиков. Рецензент metal.de пишет: «Í Blóði og Anda — это работа, которая умело охватывает все возможные эмоции от меланхолии до гордости, от ненависти до непреодолимой агрессии, имеет свой собственный стиль и дополнена наилучшим возможным звучанием. Короче говоря: непередаваемый шедевр, который трудно описать словами!».

## Список композиций
| №                   | Название                                  | Длительность |
| ------------------- | ----------------------------------------- | ------------ |
| 1.                  | «Undir Jökli (Vetrarins Sauðu Sumarblóm)» | 4:36         |
| 2.                  | «Í Blóði Og Anda»                         | 4:30         |
| 3.                  | «The Underworld Song»                     | 4:20         |
| 4.                  | «Tormentor»                               | 2:02         |
| 5.                  | «2000 ÁR»                                 | 4:17         |
| 6.                  | «Ei Við Munum Iðrast»                     | 9:04         |
| 7.                  | «Bitch In Black»                          | 8:28         |
| 8.                  | «Í Víking»                                | 9:03         |
| 9.                  | «Árstiðir Dauðans»                        | 10:33        |
| Общая длительность: | Общая длительность:                       | 57:00        |

## Участники записи
- Svavar Austman — бас-гитара
- Aðalbjörn Tryggvason — гитара, вокал
- Guðmundur Óli Pálmason — ударные